# Begraafplaats van Saulty
De begraafplaats van Saulty is een gemeentelijke begraafplaats in de Franse gemeente Saulty in het departement Pas-de-Calais. De begraafplaats ligt aan de weg naar Couturelle op 900 m ten westen van het centrum van Saulty (Église Saint-Léger). Ze heeft een min of meer rechthoekig grondplan en wordt omsloten door een draadafsluiting en een haag. Er zijn twee toegangen (tweedelige traliehekken).

## Britse oorlogsgraven
Aan de westelijke rand van de begraafplaats ligt een perk met 5 Britse gesneuvelden uit de Tweede Wereldoorlog. Twee van hen konden niet geïdentificeerd worden. 
De drie geïdentificeerde zijn korporaal Walter Richard Atkins en de soldaten Leslie Lloyd Jemmett en Charles Ernest Ridden. Zij waren manschappen van de The Buffs (Royal East Kent Regiment) en stierven op 21 mei 1940.
Hun graven worden onderhouden door de Commonwealth War Graves Commission en staan er geregistreerd onder Saulty Communal Cemetery. 